# Лајош Кошут
Лајош Кошут (мађ. Kossuth Lajos; Монок, 19. септембар 1802 — Торино, 20. март 1894), био је мађарски правник, политичар и вршилац дужности председника Мађарске у току 1849. године. У Енглеској и Америци је био је познат и признат као борац за слободу. Био је један од најистакнутијих вођа Мађарске револуције из 1848. године заједно са Сечењијем и Петефијем.

## Породица
Лајош Кошут је рођен у Моноку, малом градићу у жупанији Земплен и био је најстарији од четворо деце. Отац му је припадао средњој племићкој класи, имао је нешто земље и био је правник по струци. Породица Кошут је живела у некадашњој жупанији краљевине Мађарске, Туроц, још од 13. века. Данас се место Туроц налази у северозападној Словачкој. Кошут је себе сматрао Мађарем по националности и изјављивао је да словачка националност не постоји у краљевству. Мајка Лајоша Кошута је била немачка лутеранка пореклом.

## Младост
Кошутова мајка је васпитавала децу у строгом лутеранском духу. Своје образовање Кошут је завршио Колегијуму Пијариста у Шатораљаујхељу, затим једну годину је ишао у калвинистички колегијум у Шарошпатаку и на крају универзитет у Будимпешти, Универзитет „Етвеш—Лоранд“.
Са деветнаест година је почео да ради у очевој фирми као правник. Пошто је био популаран у свом окружењу, постављен је и за управника богатства грофице, удовице, Сапари (Szapáry) са седиштем у Пешти.

## Политичка каријера
Наредни Кошутов посао је био да заступа грофа Хуњадија у Националном Савету. Савет са састајао два пута у том периоду, 1825-1827 и 1832-1836 у Пожоњу, тада главним градом мађарске краљевине. У Савету је право гласа имала само виша аристократска класа и Кошут је имао веома мало или нимало утицаја на догађаје и одлуке. У то време почело је да се јавља питање националног идентитета код Мађара - најгласнији су били Вешелењи (Wesselényi) и Сечењи. Делом, то је такође била борба против реформи које је централизована Аустријска власт почела да спроводи. Једна од Кошутових дужности је била да даје извештаје са састанака Савета у писменој форми, пошто је централна влада забранила давање јавног извештаја са састанака. Овим путем, преко Кошутових писама, су се извештавали сви чланови Савета о догађајима. Пошто су писма, извештаји, били високог квалитета дошло је до тога да су почела да циркулишу и међу Либералним првацима. Овај начин извештавања је довео до организовања парламентарних новина (Országgyűlési tudósítások), које су још више разгласиле његово име и утицај. Ове новине су убрзо биле забрањене и такође је забрањено слање извештаја са седница путем поште, међутим циркулација извештаја је ипак била настављена поделом на руке.
Савет је током 1836. године био распуштен али је Кошут наставио са својим извештајима, овог пута са састанака жупанијских савета. Овај новодошли публицитет је дао жупанијским саветима ново значење. Ови састанци су почели да привлаче пажњу виших кругова све док није достигао национални ниво. Кошутова вештина улепшавања, дотеривања и уклапања говора Либерала и Реформата је веома појачала утицај његових извештаја на читаоце. Централна влада је узалудно покушавала да умањи значај писама и забрани њихову дистрибуцију. Остао је само један начин, у мају 1837. године Кошут, Вешелењи и још неколико осталих су ухапшени под оптужбом велеиздаје. После годину дана чекања на суђење у затвору у Будиму, Кошут је осуђен на још четири године затвора. У затвору Кошут је, пошто му је било дозвољено да чита, изучавао Библију, читао Шекспира и усавршавао свој енглески.
Кошутово хапшење је изазвао велики гнев у мађарским круговима. Савет, који је обновљен 1839. године, затражио је пуштање свих затвореника и одбио истовремено да спроводи било какве одлуке владе. Метерних је дуго остао глув на све ове молбе и притиске, али опасност од побуне и рата натерале су га да попусти. Вешелењи је изашао из затвора сломљен, али Кошут, који је имао подршку и честе посете Терезе Меслењ, остао је духом онај стари. Одмах после изласка из затвора Кошут и Меслењ су се венчали. Католичка црква је одбила да их венча, пошто Кошут није хтео да пређе у католицизам. Ово је још више навело Кошута да стаје у одбрану верско мешовитих бракова.

## Новинар и политички вођа
Лајош Кошут је са свим овим својим доприносима постао национални херој и опоравивши се од последица боравка у затвору, у јануару 1841. бива постављен на место издавача нових либералних новина Пештанске вести (Pesti Hírlap). Новине су добиле дозволу од власти да се могу издавати и убрзо су достигле толику популарност да су се издавале у количини од 7.000 примерака.
Сечењи, који је био велики реформиста, је опомињао Кошута да његови чланци могу довести до свеопште револуције. Кошута то међутим није поколебало, он је наставио званично да тражи поништење наследног закона, поништење феудалног намета и таксе које је наметнуто од стране племства. Чак је отишао толико далеко да је тражио одвајање од Аустрије. Комбинацијом национализма и признавањем само Мађара у Мађарској, Кошут је посејао семе пада остваривања својих идеја а и свог политичког наследства.
Током 1844. године Кошут је био отпуштен са места едитора из Пештанских новина, после свађе и расправе око плате. Верује се даје ово било исценирано политичким интригама. Пошто није успео да отвори сопствене новине, Метерних је ступио у контакт са њим и понудио му је државни посао. Кошут је то одбио и наредне три године је практично био без сталног посла. У овом периоду је наставио свој политички рад где је у први план стављао политичку и економску независност Мађарске. Основао је друштво Ведеђлет (Védegylet) које се залагало за употребу и куповину само домаћих производа. Такође се залагао за изградњу мађарске луке у Ријеци.
Током јесени 1847. године Кошут је дошао у позицију да предузме завршне кораке ка остваривању својих циљева. Са подршком Лајоша Батањија, изабран је у Савет као представник Пеште. После избора је изјавио да ће престати да се бави агитацијом. Одмах је постао и вођа екстремних либерала. Деак Ференц је био одсутан а његови политички ривали Батањи, Сечењи, Семере и Еетвеш су осећали да Кошутове амбиције иду толико далеко да место партијског вође, положај у парламенту Кошут користи да би постао национални вођа. Кошутова природа је била таква да је увек морао све да тера до краја, па макар и по цену кризе или пораза.

## Намесник-председник Мађарске
Криза у Европи се назирала. Убрзо после стизања вести о револуцији у Француској, Кошут је 3. марта 1848. године је одржао говор у коме је тражио оснивање парламентарне владе у Мађарској и конституциону владу за остатак Аустрије. Он је такође апеловао на тада 17. година старог надвојводу Франца Јозефа да настави славу Хабзбуршке династије који су традиционално да удовољавали стремљењима слободних људи. Одједном, Кошут избио у први план и постао је вођа европске револуције. Његови говори су читани на улицама Беча од масе која је збацила Метерниха и када је делегација Савета ишла да преда своје захтеве Фердинанду, Кошут је био тај који је примио овације од окупљене масе. Батањи, који је оформио нову владу, поставио је Кошута за министра финансија.
Са својом неисцрпном енергијом Кошут је почео реформе у свим сегментима и порама мађарског друштва. Издао је нову валуту и користио сва могућа средства да подигне националну свест. Међутим и ту је ставио свој печат, нова валута је као најистакнутији запис у референци имала његово име; покренуо је новине које су се звале Кошутове вести (Kossuth Hirlapja), тако да се од почетка Кошут наметнуо као прва личност револуције. Током године када је порасла опасност од контрареволуције и одговора од стране Беча, прво што је као одговор падало људима на памет је било Кошутово име. У свом великом говору од 11. јула је тражио да се нација наоружа и спреми за самоодбрану и тражио је 200.000 бораца за предстојеће битке, што је било попраћено громогласним одобравањем од стране окупљене масе. Када је Бан Јелачић кренуо са војском на Пешту, Кошут је ишао од места до места, од села до села и држао говоре и тражио од људи да се подигну на борбу против владајућег режима и надолазеће владине армије. Тада је и настала популарно названа војска за одбрану отађбине Хонвед (Honvéd). Када је Батањи поднео оставку, Кошут је заједно са Семеријем постављен да настави са управљањем владе и већ крајем септембра је постављен за председника Комитета за народну одбрану (Országos Honvédelmi Bizottmány).
Са добијањем позиције председника Кошутова моћ је порасла и он је практично управљао целокупном ситуацијом. Поред ове нове моћи, дошле су до изражаја и његове слабости, управљање војском. Као председник је имао и ту функцију да контролише и одређује све што се догађа у војсци, али ту није имао никаквог искуства и његови говори му ту нису пуно помагали у овим критичним ситуацијама када је рат био у току. Генерали који су водили војску, нису били потпуно под његовом контролом тако да је сваки од њих доносио своју одлуку независно од центра. Један од генерала, Артур Гергеј, је био типичан пример и поред признатих способности одбијао је да прима наређења од Кошута. Кошут га је два пута скидао са места команданта и морао га је, због критичне ситуације, оба пута да га врати на позицију. За разлику од Кошута који је био мекан, за Гергеја се говорило да је бескомпромисан, што је у време револуције и било потребно бити. Кошут је овде показао да водити политику, где је био непревазиђен, и водити револуцију није исто, јер револуције су доказале да је за тако нешто потребно бити спреман на жртве, бруталност и репресалије које у нормалном животу се сматрају незамисливим.
Зима 1848—1849. је била једна од јачих, али то Кошута за разлику од других није деморалисало. Био је учествовао у већини одлучујућих битака мађарске армије и после битке код Швечата, он је послао пољског генерала, касније и националног хероја Пољске и Мађарске, Јожефа Бема у Ердељ да води даље борбе. Крајем 1849. како су се Аустријанци све више приближавали Пешти, Кошут је затражио посредништво Стајла, америчког изасланика. Главни заповедник аустријских снага, Алфред Виндиш, је одбио све предлоге и Савет се заједно са владом повукао из Пеште у Дебрецин. Кошут је са собом понео круну Светог Стефана, симбол Мађара и Мађарске. У новембру 1848. године Фердинанд је уступио своје место Францу Јозефу који је одмах ставио, Кошута и целокупну мађарску револуционарну владу, ван закона. У априлу 1849. године када је мађарска војска успоставила равнотежу и нанизала успехе, Кошут је издао Декларацију мађарске независности. Овај корак је био карактеристичан за Кошута, које је волео драматизацију и екстремне потезе. Овај Кошутов поступак, ма колико да је био популаран у народу, још више га је раздвојио од блиских сарадника, који су у ствари за почетак само желели аутономију у оквиру старе државе. Његови непријатељи су овај проглас искористили да га оптуже да жели да себи издејствује краљевску позицију. Пошто је будућа могућа мађарска влада још била у формирању, Кошут је добио место и звање председника-намесника, да би задовољио обе стране ројалисте и републиканце. Успехе и наду у победу на бојном пољу је помрачила руска војна интервенција. Руска царска армија је ређала победу за победом на бојним пољима против мађарске револуционарне војске. Кошут је 11. августа абдицирао са свог положаја председника-намесника и препустио га је Гергеју са објашњењем да само генерал може да спасе нацију и револуцију. Међутим и Гергеј је морао да капитулира, положио је оружје пред русима, у месту Вилагош, који су целокупну мађарску армију предали Аустријанцима. На инсистирање Русије Гергеј је био поштеђен али је остатак чланова армије био кажњен. Кошут је све до своје смрти остао при тврдњи да је Гергељ издао револуцију и да је он одговоран за понижење и пораз.

## Бекство и одлазак у Велику Британију и Америку
Пораз револуције је донео и крај Кошута и његовог политичког живота у мађарској. Постао је бегунац из сопствене земље. Прво је пребегао у Турску, која је у то доба била под британским утицајем. И поред захтева Аустрије да се Кошут изручи, Турска то није урадила. У јануару 1850. године је пребачен из Видина у Шумлу (Shumla) а касније у Китају (Kütahya) у Малој Азији, где су му се придружила и деца, пошто му се супруга још раније придружила.
У септембру 1851. године Кошут је напустио Турску, на америчкој фрегати УСС Мисисипи. Прво се искрцао у Марсељу, где је био дочекан са овацијама од стране масе али принц-председник Луј Наполеон је одбио да му да дозволу за пролазак кроз Француску.
У Саутхемптон је стигао 23. октобра и провео је три недеље у Британији где је био веома лепо примљен. Одржао је своје познате говоре, на енглеском језику, у Саутхемптону, Бирмингему и још неколико градова где је поближе упознао слушаоце о приликама у Мађарској
Пошто је енглески језик усавршавао читајући Шекспира, за Енглезе је то било веома занимљиво и архаично. Тајмс, који баш није много марио, нити подржавао револуционаре из 1848. није остао равнодушан на Кошутове трочасовне говоре, за које је писао да су веома јасни и да када упадне у ватру објашњавајући пораз мађарских аспирација, то ипак не смањује ефективност његовог изражавања.
У Саутхемтону је са балкона одржао говор пред неколико хиљада слушалаца, који су носили заставу Мађарске републике. Његов пут кроз Лондон, од зграде Лондонског Корпорејшн до Гилдхола, је био увеличан шпалиром грађана који су га поздрављали. После је обишао градове Винчестер, Ливерпул, Манчестер и Бирмингем. У Бирмингему га је дочекало, по неким проценама чак 75.000 људи.
По повратку у Лондон, опет је одржао неколико говора. Неких 12.000 људи је учествовало у паради на Расел скверу и марширало у његову част. На Копенхаген Филду у Ислингтону, где је одржао главни говор, је било најмање, према Тајмсу, 25.000 људи, док су новине Морнинг Кроникл, процениле да је било укупно и свих 50.000.
Министар спољњих послова за Комонвелт, Хенри Темпл (енгл. Henry Temple, 3rd Viscount Palmerston, Lord Palmerston), који се већ доказао као симпатизер и пријатељ губитника из револуције 1848. је одлучио да прими Кошута на свом сеоском имању у Бродландсу. Овај његов поступак је разбеснео краљицу Викторију и она је прво преко Кабинета гласањем издејствовала забрану овог сусрета а од премијера Џона Расела (енгл. John Russell, 1st Earl Russell, Lord John Russell) је тражила да лорд Палмерсон поднесе оставку. Првобитно лорд Расел је успео да убеди краљицу Викторију да одустане од тога, али када је лорд Палмерсон, уместо Кошута, примио и са симпатијама саслушао делегацију јуниониста из Ислингтона и Финсберија (која је на том састанку са одушевљењем говорила о Кошуту и против владе Аустрије и Русије) заједно са претходним подржавањем Луја Наполеона, је била кап која је прелила чашу и лорд Раселова влада је пала а лорд Палмерсон је морао да да оставку.
Из Британије, Кошут је отишао за Америку где је од масе такође био веома срдачно примљен. Он је био други страни држављанин коме је било одобрено да одржи говор у националној статутарној дворани, први је био Лафајет такође револуционар. Пре доласка Лајош Кошут је примио подршку од аболициониста, слободних масона и протестаната, док су католици, нарочито ирски, и присталице из јужних држава, ропства, били против Кошута.
Данијел Вебстер, државни секретар, је хтео да има Кошута као помоћ у надолазећим председничким изборима и могућношћу развијања америчког републиканског модела у Мађарској. Тадашњи амерички председник, Милард Фримор се због овога јавно извинио Аустрији. Брод са којим је Кошут дошао за Америку је био поздрављен, када је пролазио поред Џерзија а огроман број људи је у Њујорку изашао да поздрави прве Кошутове кораке на америчком тлу.
Најављен као мађарски Џорџ Вашингтон, приређен му је конгресни банкет, примљен је у Белој кући и Представничкој кући Сједињених Америчких Држава.
У почетку боравка у Америци Кошут је уживао огромну популарност и бивао радо примљен и виђен у високим америчким политичким круговима. Међутим направио је неколико грешака, тако да је окренуо поједине аболиционисте против себе, понајвише Вилијама Лојда Гарисона, који је написао отворено писмо где га је чак прогласио криминалцем.

## Изгнанство и смрт
Полако, његов аутократски стил понашања и помањкање компромиса су умањиле његов утицај на околину. Мађарска дијаспора је почела да протестује против његових изјава да је он био једини херој револуције, гроф Батјањ (Casimir Batthyány) га је јавно преко Тајмса критиковао а Семере, који је био премијер владе под Кошутом, је објавио јавну критику о Кошутовом карактеру, оптужујући га за негативан карактер, ароганцију и дволичност. Кошут се убрзо вратио у Енглеску где је провео наредних осам година и где је био близак са Ђузепеом Мацинијем који га је хтео привући да се придружи револуционарном комитету. Кошут и даље није одустајао од идеје да ослободи своју домовину од аустријског утицаја. Током Кримског рата покушао је да сакупи добровољце за Мађарску легију, али је био спречен у томе. Током 1859. године је ушао у преговоре са Наполеоном III, напустио Енглеску и отишао у Италију где је започео да окупља војску, која је требало да се искрца на обале Далмације. Али Вилафранкански мир га је предухитрио и онемогућио и у овом покушају.
Надаље, Кошут, је остао у Италији. Одбио је да следи остале мађарске револуционаре и патриоте који су тада под вођством Деака, ступили у преговоре и компромисом из 1867. су издејствовали амнестију. Међутим за Кошута је једино било важно и једини циљ му је била пуна независност Мађарске. Иако је био изабран у Савет, никада није заузео своје место, по њему за њега није било места тамо до год постоје Хабзбурговци. Због свог чврстог става и даље је остао веома популарна личност у народним масама. Закон из 1879, са којим је одузето држављанство свима који су били ван земље више од десет година, га је дубоко повредио и тако да следећа амнестија из 1880. га више није ни интересовала.
Током 1890. године група мађарских ходочасника је снимила кратак говор остарелог Кошута у Торину. Оригинални говор је сачуван до данашњих дана на два воштана цилиндра Едисоновог фонографа, мада су поједини делови доста оштећени. Лајош Кошут је једна од најстарије рођених особа на свету чији је глас сачуван до данашњих дана.
Кошут је умро у Торину 20. марта 1894. године, посмртни остаци су пренети у Будимпешту, где му је говор одржао познати писац Мор Јокаи. Добровољним прилозима подигнут је бронзани кип на гробу на керепешком гробљу.
Остао је у сећању многих као најискренији мађарски патриота и велики говорник.

## Кошутова дела
- Lajos Kossuth на сајту Пројекат Гутенберг (језик: енглески)
- Успомене из мог изгнанства
- Будућност нације
- Кошут у Новој Енглеској: Потпуни извештај мађарског гувернера приликом посете Масачусетсу, са говорима
- Живот Лајоша Кошута, мађарског гувернера, укључујући и догађаје из револуције, са говорима у додатку, &c
- Gesammelte Werke: Aus dem ungarischen "Selected Works" Vol. I
- Gesammelte Werke: Aus dem ungarischen "Selected Works" Vol. II
- Die Katastrophe in Ungarn By Lajos Kossuth
- Meine Schriften aus der Emigration By Lajos Kossuth'
- A Pragmatica sanctio Magyarországban. Történeti, jogi és politikai szempontokból By Charles, Lajos Kossuth
- Felelet gróf Széchenyi Istvánnak Kossuth Lajostól By Lajos Kossuth, gróf István Széchenyi